# Brunnby
Brunnby eller det oprindelige navn på dansk Brøndby er et gammel sogn og kommune i Skåne på halvøen Kullen. Brøndby forsamling bruger den dag i dag et dansk middelaldersegl, hvor der står "Brøndbye Kiercke".
Berømt er den såkaldte Brøndbyvisen fra 1700'erne, om hvordan stednavnene i Skåne og Sjælland fik deres navne. Ifølge en gammel skånsk-dansk legende, fandtes der en gammel konge, som havde tre børn: Tora, Arild og Gille, som blev myrdet af deres onde stedmoderdronning på søen. På tre forskellige strande ved Øresund, hvor ligene flød i land, fik stederne deres navn: Torekov på Bjerg (Bjäre)-halvøen (Bjäre herred), Arild på Kullen og Gilleleje på Sjælland.
Ifølge den gamle danske folkevise på østdansk (skånsk), optegnet af præsten Simon Peter Sundius i år 1754, var det imidlertid i stedet en fru Ingrid, som blev gift med en dansk stormand David, som lod sine små børn myrde.
I andre versioner af legenden, hedder Inger i stedet Helene eller Ellen, og boede i byen Stubbarp (før Roskildefreden: Stubberup) uden for Arild på Kullen. 
Det var hende, som gav navn til Sankt Helene Kilde i Tisvildeleje i Nordsjælland. Der er et berømt maleri forestillende Helene, som græder over hendes døde børn med det skånske Kullen i baggrunden. 
Men i virkeligheden var stederne ved Sundet gamle hedenske kultpladser med hellige kilder, hvor man lod bygge kapel, for at gøre overgangen til kristendommen lettere i Danmark.
I 1677 under den Skånske Krig blev Kullen og Brøndby ramt af den svenske rigsråd Johan Gyllenstiernas edsaflæggelsesfærd gennem Skåneland. Den svenske konge truede befolkningen med "gruvliga repressalier." I en af de kongelige plakater blev det bl.a. bestemt, at hvis en svensker i kongens eller rigets tjeneste blev dræbt, skulle sognet, hvor det skete, bøde 1000 rigsdaler for hver dræbt, og desuden skulle hver tiende mand i sognet hænges. Til sidst blev dette skærpet til, at hver tredje voksen mand skulle hænges. I et sogn på 600 mænd skulle i givet fald da 200 henrettes! Hvem der skulle lide døden, blev afgjort ved lodtrækning.
Et tragikomisk indslag på Gyllenstiernas edsaflæggelsefærd er et åbent brev, som Gyllenstierna lod sende rundt til almuen. Brevet blev indledt med et krav om total underkastelse, om at man skulle stille sig til den svenske armés disposition og aflevere sine våben, og sluttede med: "Men skulle nogen driste sig til at gå mig imod og vise sig modstræbende, vil disse bønder blive fuldstændig udryddet og fordærvede med ild og brand af det svenske militær." Det komiske ligger i underskriften: "Eder samptelige til all vänskap benägen (gunstige, velvillige) Johannes Gyldenstierna."